# 小行星3859
小行星3859（3859 Börngen）是一颗绕太阳运转的小行星，为主小行星带小行星。该小行星于1987年3月4日发现。
該小行星以德國天文學家佛蒙特·伯根命名。

## 轨道参数
小行星3859的轨道半长轴为3.1974845 UA，离心率为0.138。